# Baptisten

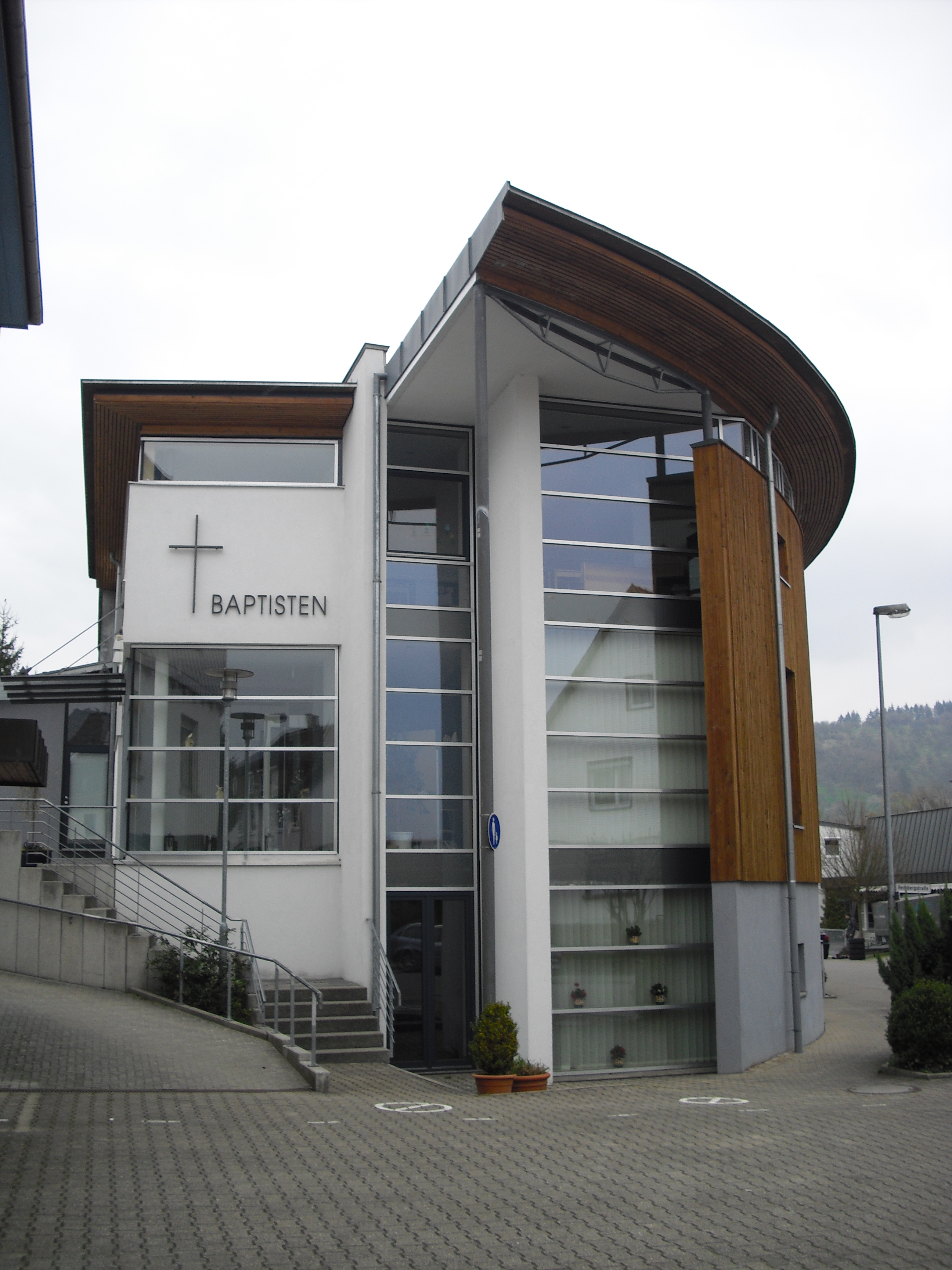
Gemeindehaus der Baptisten in Urbach (Remstal)

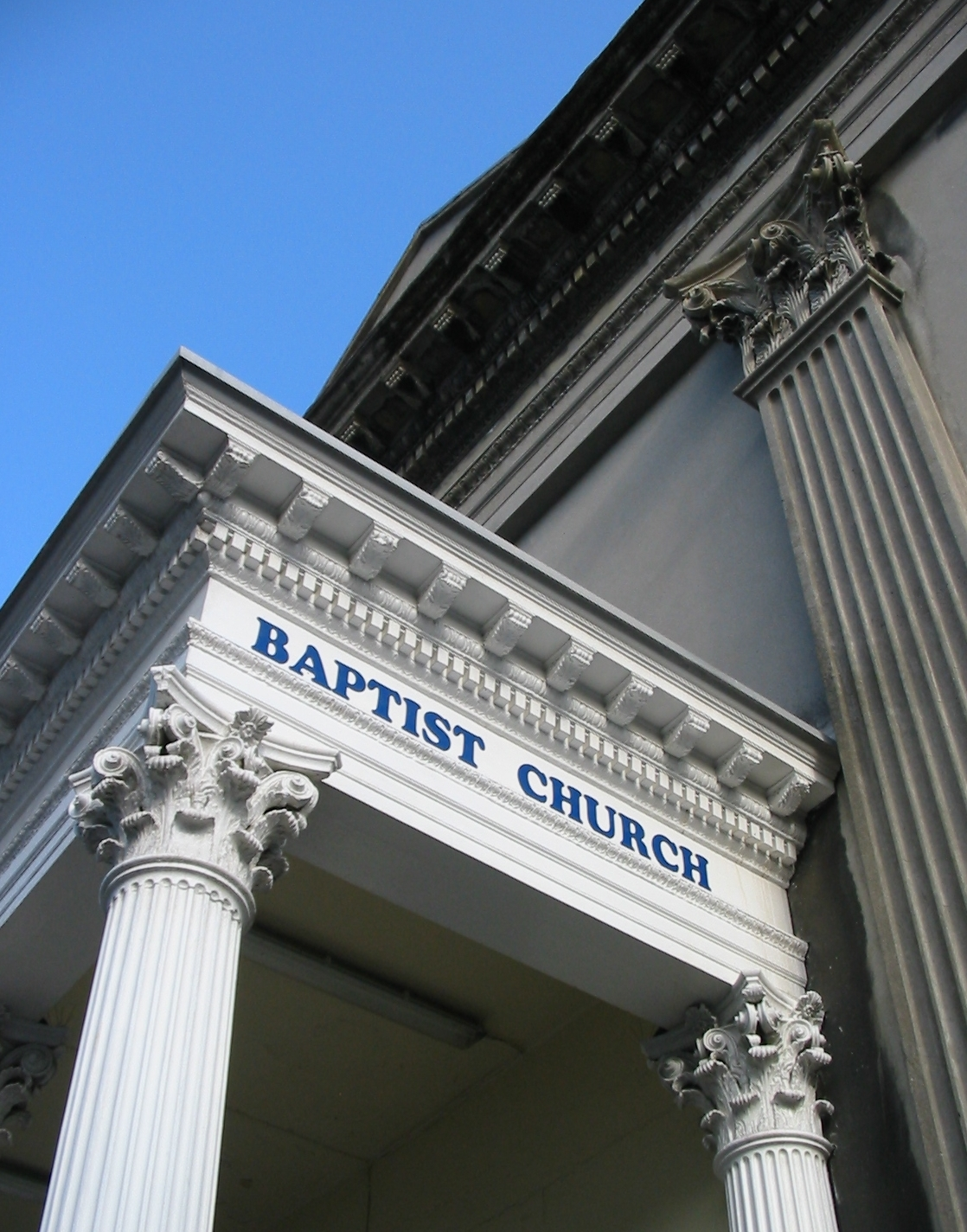
Baptistenkirche in Saint Helier, Jersey

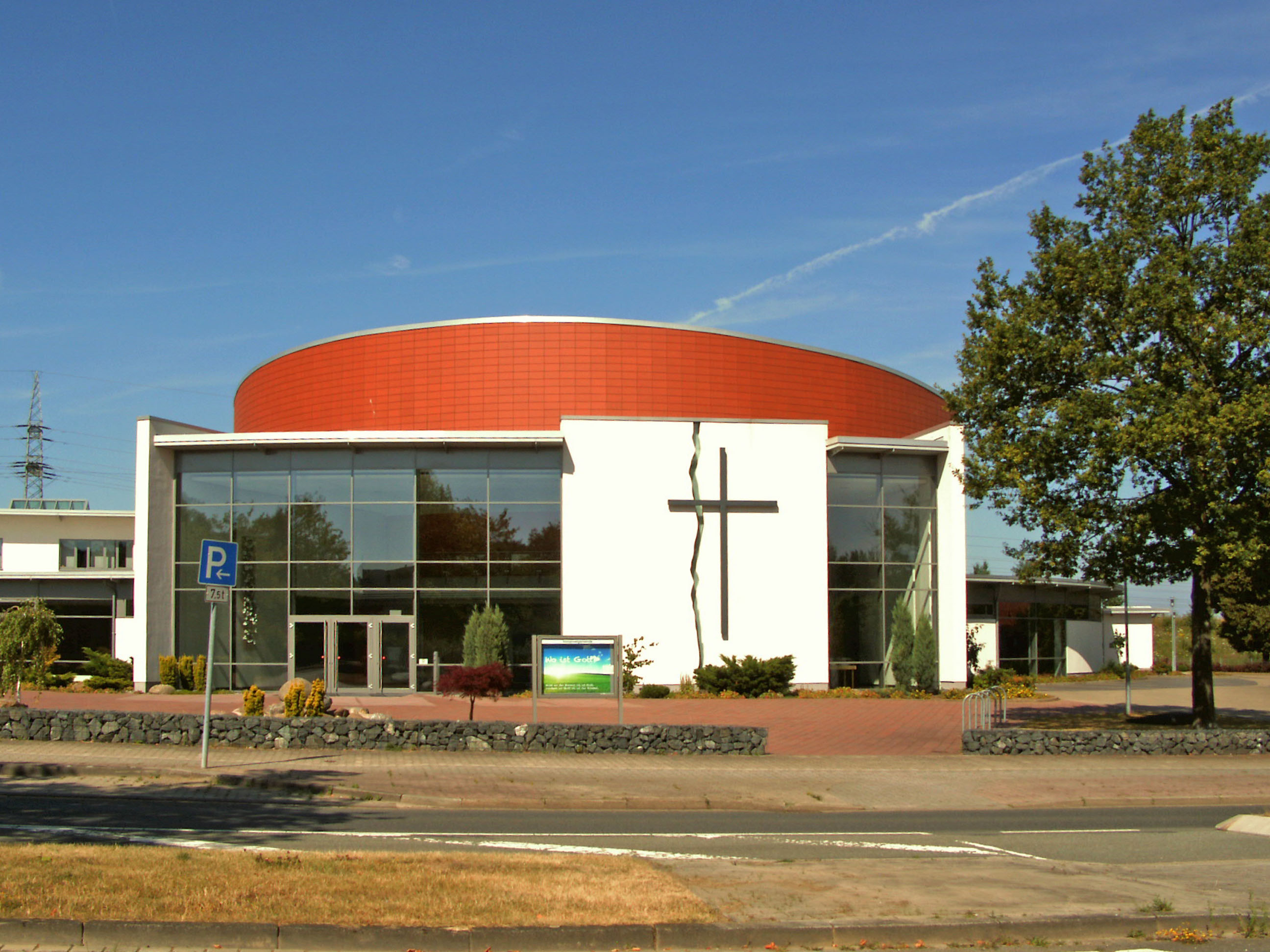
Baptistenkirche in Wolfsburg

Als Baptisten werden Mitglieder einer evangelischen Konfessionsfamilie bezeichnet, zu deren besonderen Merkmalen die ausschließliche Praxis der Gläubigentaufe ebenso gehört wie die Betonung der Ortsgemeinde, die selbst für ihr Leben und ihre Lehre verantwortlich ist (Kongregationalismus). Wie die Täufer des 16. Jahrhunderts, auf die sich auch die Baptisten zum Teil berufen, setzten sich diese von Anfang an vehement für uneingeschränkte Glaubens- beziehungsweise Religionsfreiheit ein.
Die erste Baptistengemeinde entstand 1609 in Amsterdam mit 6–7 Gläubigen im Hinterzimmer einer Bäckerei. Die Gemeindemitglieder waren vor der Separatisten-Verfolgung aus England hierher geflüchtet und hatten hier auch ihre Glaubenstaufe durchgeführt. Während sich ihr leitendes Mitglied John Smyth (1570?–1612) nach Anfeindungen, seine Glaubenstaufe sei eine „Selbsttaufe“ gewesen, bei der Mennonitengemeinde in Amsterdam taufen ließ und sich letztlich auch ihr anschloss, kehrten die anderen Mitglieder dieser Gemeinde mit dem ehemaligen Rechtsanwalt Thomas Helwys (1570?/1575?–1614 oder 1550–1616) etwa 1611 zur Gemeindegründung nach England zurück. In Frankreich ist der Baptismus seit 1820, in Deutschland seit 1834 vertreten, von wo aus er sich in viele europäische Länder ausbreitete. Die Anfänge der baptistischen Bewegung in der Schweiz und in Österreich gehen auf 1847 zurück. Hauptverbreitungsgebiete der Baptisten, die weltweit zu den größten protestantischen Bekenntnisgemeinschaften gehören, sind Nordamerika und – mit einigem Abstand – Afrika und Asien. Die deutschen und meisten kontinentaleuropäischen Baptistenunionen gehen auf die Wirksamkeit des Vareler Kaufmanns Johann Gerhard Oncken zurück.

## Name

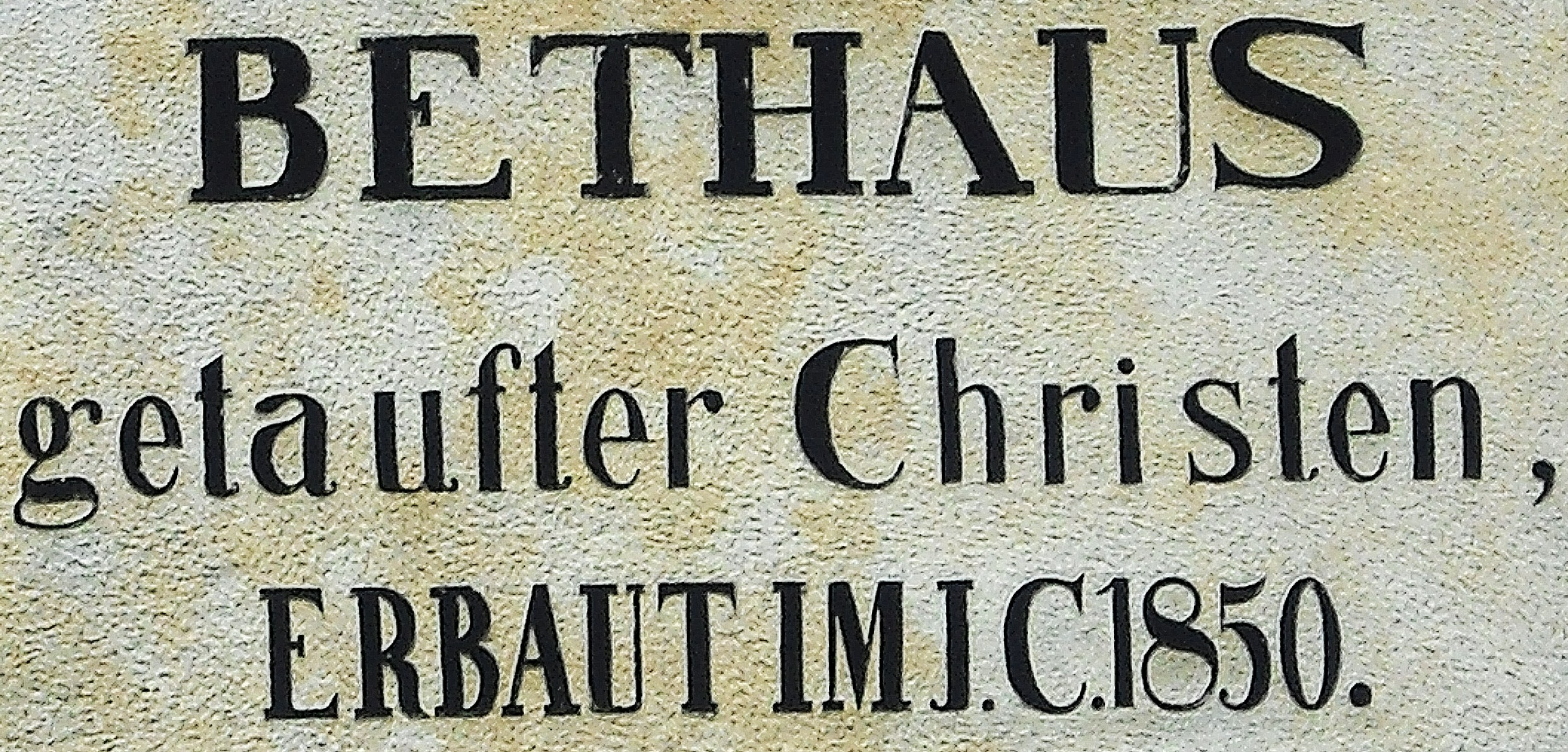
Sandsteintafel im Giebel der Baptistenkirche Felde: [Gemeinde] getaufter Christen

Die Bezeichnung „Baptisten“ leitet sich vom griechischen βαπτίζειv (baptizein), was „untertauchen“ und im übertragenen Sinne „taufen“ bedeutet, ab, im Englischen dann 'to baptize' („taufen“), baptism („Taufe“) und baptist („Täufer“). Die Täufer der Reformationszeit werden im englischen Sprachbereich anabaptists (wörtlich: „Wiedertäufer“) genannt, um sie von den späteren baptists („Baptisten“) sprachlich zu unterscheiden.
Bei dem Namen „Baptisten“ handelt es sich ursprünglich nicht um eine Selbstbezeichnung, sondern um einen Spottnamen, der später als Konfessionsbezeichnung übernommen worden ist. Auch deutsche Baptisten, deren Anfänge auf die erste Hälfte des 19. Jahrhunderts zurückgehen, taten sich mit dieser von außen kommenden Bezeichnung schwer. Sie nannten sich anfangs „Evangelisch Taufgesinnte (Baptisten) Gemeinden“ oder auch „Gemeinden (gläubig) getaufter Christen“. Dass die meisten deutschen Baptistengemeinden sich als „Evangelisch-Freikirchliche Gemeinden“ – teils mit dem Zusatz „(Baptisten)“ – bezeichnen, hängt nicht mit der Ablehnung des ehemaligen Spottnamens zusammen, sondern mit einem im Jahr 1942 erfolgten Zusammenschluss der deutschen Baptisten mit zwei anderen Freikirchen. Im Zusammenhang dieser Vereinigung stellten sie ihren Namen in den Hintergrund, führen ihn jedoch in einem Klammerzusatz weiter: „Evangelisch-Freikirchliche Gemeinde (Baptisten)“.

## Geschichte

### Vorgeschichte

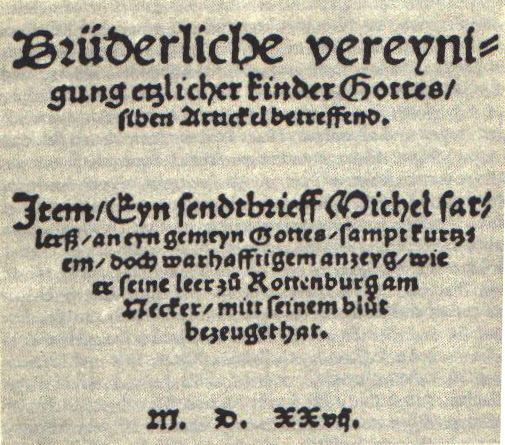
Titelseite der sogenannten Schleitheimer Artikel von 1527 (eigentlich Brüderliche Vereinigung etlicher Kinder Gottes, ein frühes Dokument der Täuferbewegung, auf die sich Baptisten ideengeschichtlich beziehen)

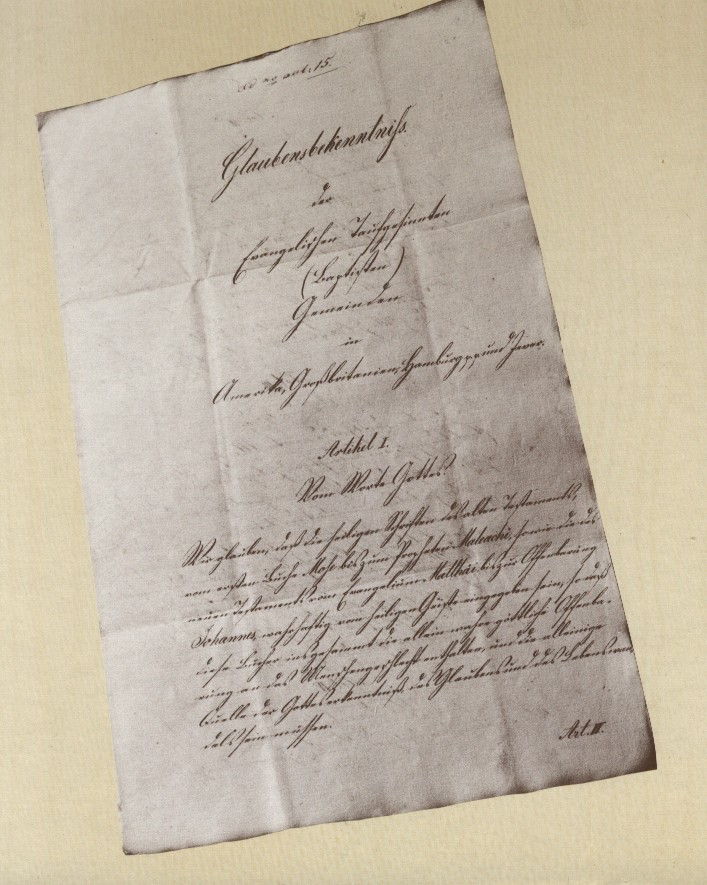
Titelseite des von Johann Ludwig Hinrichs 1840 abgefassten Glaubensbekenntniß der Evangelischen Taufgesinnten (Baptisten) Gemeinden in Amerika, Großbritanien, Hamburg pp und Jever

Die biblische Gültigkeit der Säuglingstaufe wurde bereits in vorreformatorischer Zeit – etwa durch die Waldenser – in Frage gestellt. In der Reformationszeit waren es die Täufer (von ihren Gegnern polemisch als „Wiedertäufer“ bezeichnet), die die Säuglingstaufe verwarfen. Eine Taufe – so die täuferischen Schleitheimer Artikel – sei nur dann biblisch und somit gültig, wenn die Täuflinge deren Sinn verstanden hätten, selber glaubten sowie die Taufe persönlich begehrten und forderten. Auch wenn die späteren Baptisten diese Taufauffassung und die dahinter stehende Ekklesiologie im Wesentlichen übernahmen, dürfen sie nicht als direkte Nachfahren der Täuferbewegung angesehen werden.

### Anfänge
Die Gründer der Baptisten waren beeinflusst von der englischen Reformation, die sich nach dem Tod Heinrichs VIII. vor allem dem Einfluss des Calvinismus öffnete und schließlich eine eigenständige Ausprägung, den Puritanismus, entwickelte. Daraus formten sich sowohl innerhalb als auch außerhalb der Anglikanischen Kirche drei Kirchentypen: die Presbyterianer, die Kongregationalisten und die kongregationalistisch geprägten Separatisten, auch Dissenters genannt.
Zur letztgenannten Richtung gehörte auch die Gruppe von englischen Glaubensflüchtlingen, die sich 1608 unter der Leitung des ehemaligen anglikanischen Priesters John Smyth nach Amsterdam begeben hatte. Bald nach ihrer Ankunft konstituierte sich diese Gruppe als Gemeinde und entschied sich, um – so die Begründung – dem Wirken des Heiligen Geistes mehr Raum zu geben, gegen eine festgefügte gottesdienstliche Liturgie. In ihrer neuen Gottesdienstordnung war vorgesehen, den Gottesdienst mit einem Gebet und einer Lesung aus der Bibel zu beginnen, worauf eine Auslegung der Bibelstelle und ein Bibelgespräch in der Gemeinde folgte. Danach schlossen sich Predigten mehrerer Gemeindemitglieder an. Nach einem Aufruf, Arme finanziell zu unterstützen, endete der Gottesdienst mit einem Gebet. Smyth führte knapp ein Jahr später die Gläubigentaufe ein als die seinem Verständnis nach biblische und daher allein gültige Taufe. Er sah diesen Schritt für sich und die von ihm Getauften als einen Religionswechsel an: „Eine falsche Religion zu wechseln, ist zu empfehlen. An einer falschen Religion zu kleben, ist zu verdammen. […] Die Separation muss entweder nach England (gemeint ist: in die anglikanische Kirche) zurück oder vorwärts zur wahren Taufe!“ Das Jahr 1609 gilt bei den Baptisten als das offizielle Gründungsjahr ihrer Konfessionsfamilie. Bei genauerer geschichtlicher Betrachtung muss jedoch von einem Entstehungsprozess ausgegangen werden, der 1609 seinen Anfang nahm und bis zirka 1641 andauerte.
Smyth hatte sich zunächst in Ermangelung eines Täufers selbst getauft, was ihm den Spottnamen self-baptist (Selbsttäufer) einbrachte, geriet darüber aber kurze Zeit später in einen Gewissenskonflikt. Er bat einen mennonitischen Geistlichen um die Glaubenstaufe, die er auch von diesem empfing. Während Smyth sich dadurch in der Folgezeit den waterländischen Mennoniten zuwandte, blieb sein Mitstreiter Thomas Helwys bei der anfänglich angenommenen Lehrvereinbarung, kehrte mit seinen Anhängern 1611 nach London zurück und gründete vor den Mauern der englischen Hauptstadt in Spitalfields 1612 die erste Baptistengemeinde Englands. Etwa gleichzeitig veröffentlichte er seine bereits 1610 abgefasste Schrift A Short Declaration of the Mystery of Iniquity, in welcher er sich unter anderem für die volle Religionsfreiheit des Individuums einsetzte und die Neutralität des Staates in Glaubens- und Gewissensfragen von König James Ⅰ. persönlich einforderte. Aufgrund dieser Schrift wurde Helwys verhaftet und ins Gefängnis gebracht, wo er nach einigen Jahren 1614 oder 1616 verstarb. Die von Helwys gegründete Gemeinde versuchte nach dessen Tod, Verbindung zu den niederländischen Mennoniten aufzunehmen, wurde dort aber aufgrund nicht überbrückbarer Lehrgegensätze abgewiesen. Während die Mennoniten den Eid kompromisslos verweigerten, waren die Baptisten bereit, ihn unter bestimmten Umständen (zum Beispiel als Huldigungseid) zu leisten. Auch in der Übernahme von politischen Ämtern sahen die Baptisten kein unüberwindbares Problem. Weitere Gegensätze bestanden in Fragen der Natur Christi und im Amtsverständnis. Eine Verwaltung der neutestamentlichen Ordnungen (Abendmahl und Taufe) durch Laien war für die niederländischen Mennoniten nicht vorstellbar.
Unabhängig von diesen arminianisch geprägten Gemeinden, welche später als General Baptists bezeichnet wurden, entstanden spätestens 1638 um John Spilsbury, Richard Blunt und William Kiffin die sogenannten Particular Baptists, die der calvinistischen Prädestinationslehre anhingen. Diese Gruppe, die in ihrer Opposition zur Anglikanischen Kirche weniger radikal war als die General Baptists, führte 1641 die Taufe durch Untertauchen ein, während vorher die Glaubenstaufe mit Besprengung praktiziert worden war.

### Krise und Wachstum
Neben der Ablösung vom Mennonitentum gehört auch eine innere Auseinandersetzung der jungen baptistischen Bewegung zum Entwicklungsprozess ihrer Gründungsgeschichte.
Bereits 1626 gab es fünf Gemeinden der General Baptists mit 150 Mitgliedern und 1644 sind allein in London – trotz Verfolgungen – sieben Gemeinden der Particular Baptists belegt. Die Wachstumsphase blieb allerdings nicht ohne Krisen und erst 1833 schlossen sich die beiden baptistischen Bewegungen zusammen.
Trotz der Trennung hielt das starke Wachstum der Baptisten im Vereinigten Königreich bis 1689 an. Erst mit der Gewährung der allgemeinen Religionsfreiheit kam es zu einer gewissen Stagnation, die aber durch die Einflüsse der methodistischen Erweckungsbewegung überwunden wurde. Frucht dieser Bewegung war auch die von William Carey begründete Particular Baptist Missionary Society. Durch sie fand der Baptismus 1792 seinen Weg nach Asien und Afrika, wo das Engagement baptistischer Missionare innerhalb der britischen Kolonien 1838 zur Abschaffung der Sklaverei führte.

### Theologische Richtungen
Der baptistische Kirchengeschichtler Hans Luckey machte darauf aufmerksam, dass – von Großbritannien als Ausgangspunkt betrachtet – der Baptismus sich zeitversetzt in zwei unterschiedliche geographische Richtungen ausbreitete: die Bewegung westwärts und die Bewegung ostwärts. Beide Richtungen hatten nach Luckey ihre jeweils besondere Prägung. Die Bewegung westwärts wurzelte in der puritanischen Gedankenwelt und ihren theologischen Konflikten. Hier kam es zu den typischen Auseinandersetzungen zwischen Arminianismus (General Baptists, Free Will Baptists) und Calvinismus (Particular Baptists, Primitive Baptists). Auch das politische Moment war hier von großer Bedeutung. Glaubens- und Gewissensfreiheit wurde vom absolutistischen Staat – nicht nur für die Angehörigen der eigenen Konfession – eingefordert und später als menschliches Grundrecht in den Verfassungen der Staaten Nordamerikas verankert. Auch wurde die Übernahme politischer Verantwortung ausdrücklich bejaht und gefördert. Die Bewegung ostwärts, die im ersten Drittel des 19. Jahrhunderts begann, stand unter dem Einfluss der methodistischen Erweckungsbewegung, der sich auf dem europäischen Kontinent mit pietistischen und quietistischen Elementen verband. Diese Bewegung, die über Johann Gerhard Oncken zunächst in Deutschland und von dort fast den gesamten kontinental-europäischen Raum bis hin zum Schwarzen Meer erreichte, war eher undogmatisch, apolitisch und primär auf die Evangelisierung der Gottfernen und Kirchendistanzierten ausgerichtet. Diese Unterschiede – so Luckey – sind noch spürbar.

### Entwicklung in den Vereinigten Staaten

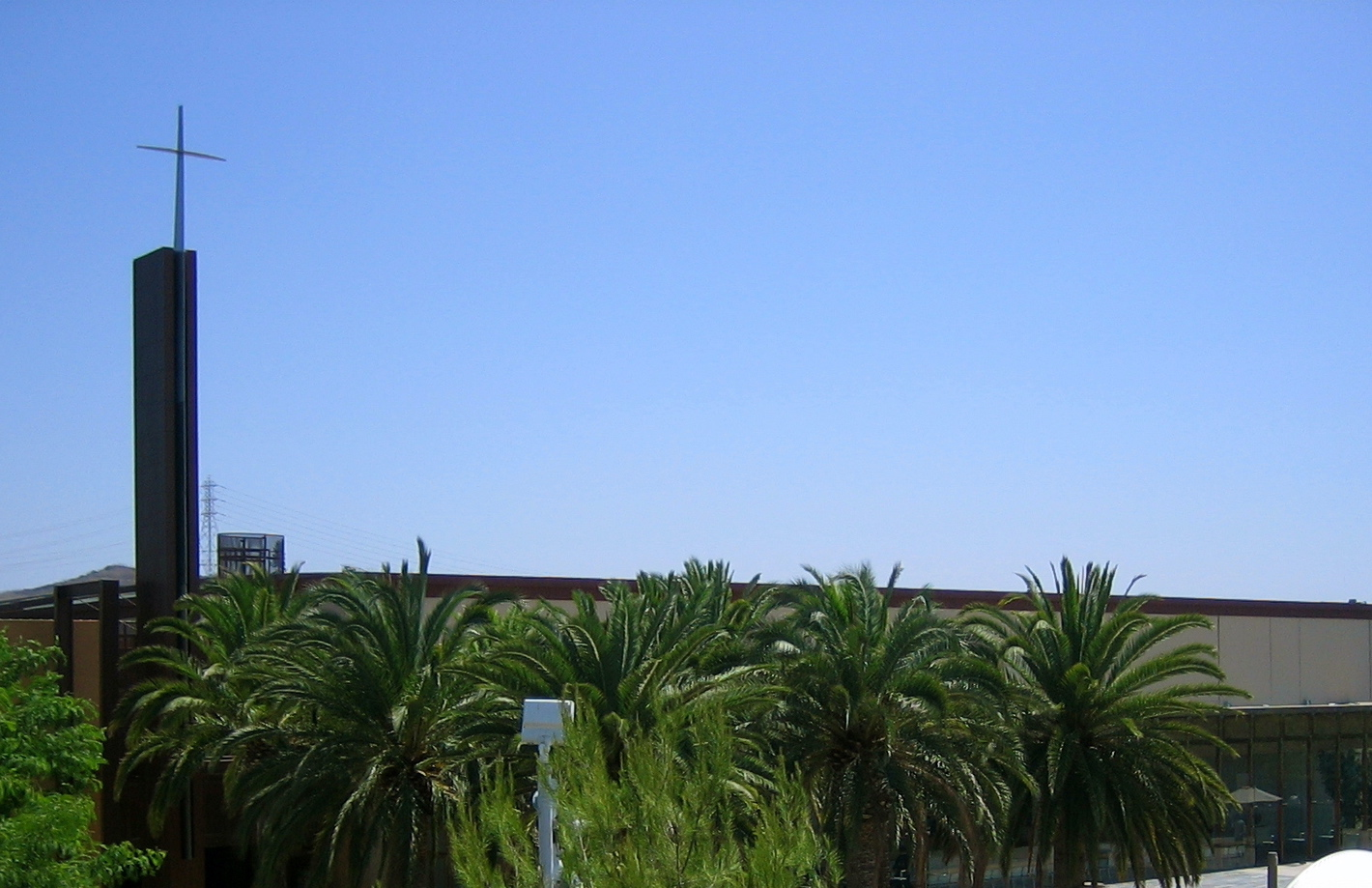
Saddleback Church in Lake Forest, Orange County, Kalifornien

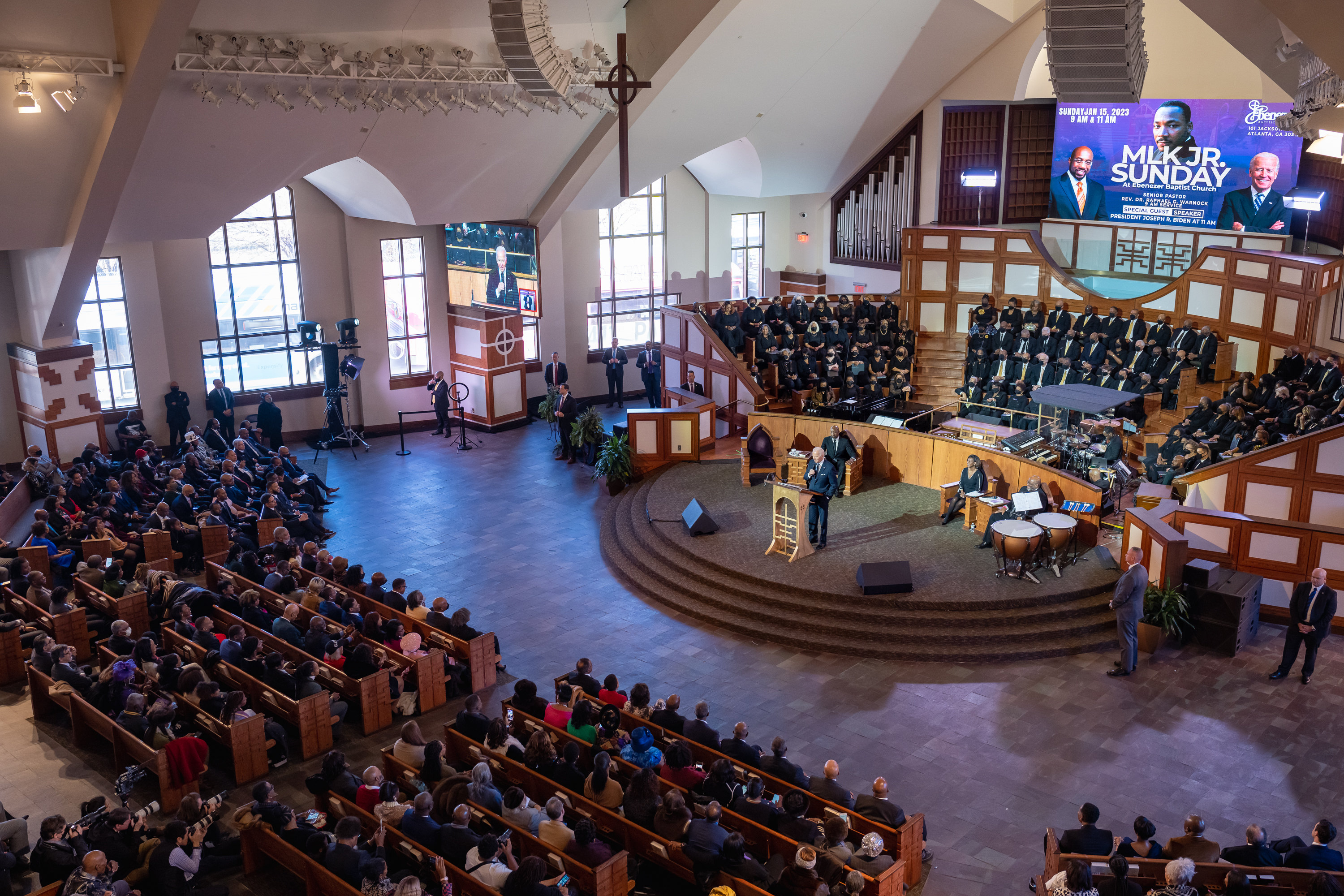
Gottesdienst in Ebenezer Baptist Church in Atlanta, Georgia

Neben dem Vereinigten Königreich waren die Vereinigten Staaten von Amerika ein weiterer Ausgangspunkt der baptistischen Bewegung. Wie viele andere Anhänger reformatorisch geprägter Glaubensbewegungen zogen es schließlich auch die Puritaner vor, in das Gebiet der späteren USA auszuwandern. Dort wurde 1639 in Rhode Island unter der Leitung von Roger Williams eine erste Baptistengemeinde gegründet. Rhode Island hatte von Anfang an eine demokratische Verfassung und gewährte uneingeschränkte Religionsfreiheit.
Vor allem ab dem 18. Jahrhundert erlebten die baptistischen Gemeinden in Neuengland und den mittleren Kolonien einen großen Aufschwung, unter anderem wegen ihrer kompromisslosen Haltung nicht nur gegen den Sklavenhandel, sondern auch gegen die Sklaverei selbst („Slavery is sin“; Sklaverei ist Sünde). Die Baptisten des Südens sahen das allerdings ganz anders. Obwohl sowohl die Schwarzen als auch die Weißen ganz überwiegend Baptisten waren, waren die Kirchen bis in die 1960er Jahre fast durchweg rassisch getrennt, teilweise sind sie es immer noch. Im Süden der USA sind die Baptisten die dominante Konfession. Die Southern Baptist Convention (SBC) ist die größte protestantische Denomination in den USA. Die Baptisten bilden die zweitgrößte Konfession der USA nach der römisch-katholischen Kirche.

### Deutschland und Kontinentaleuropa
Im 19. Jahrhundert kehrte der Baptismus nach Kontinentaleuropa zurück.
So sammelte bereits 1819 der Schweizer Henri Pyt (1796–1835) eine Gruppe von ungefähr 200 evangelischen Gläubigen im nordfranzösischen Ort Nomain. Er taufte die Männer Jean-Baptiste Ladam (1789–1846), Alexis Montel, Ferdinand Caulier und Jean-Michel Wauquier an einem Zufluss der Scarpe. Nur ein Jahr später wurde im Dorf die erste Baptistenkirche Frankreichs errichtet. Führend beim Aufbau dieser Gemeinde war der Landwirt Louis Calier, der auch zum Pastor gewählt wurde. Die Kirche mit Taufbecken bot in den Anfangsjahren 80 bis 100 Personen Platz. Ladam wurde der erste evangelische Kolporteur nach der Reformation in Frankreich. Wegen seiner evangelistischen Aktivitäten wurde er 1823 erstmals eingekerkert; in seiner vierzigjährigen Tätigkeit als Evangelist kam er 15 Mal ins Gefängnis. 1821 wurde das erste typische baptistische Versammlungshaus in Aix-en-Pévèle erbaut. Etwas später wurden noch weitere baptistische Kirchen in der Umgebung Nomains gebaut, zu deren Mitgliedern rege Beziehungen gepflegt wurden. Ab 1834 gründeten schottisch-gälischsprachige Baptisten erste Gemeinden in der Bretagne. 1836 wurde mit Croyance religieuse des baptistes das erste französische Glaubensbekenntnis veröffentlicht.
Der aus Varel gebürtige Hamburger Kaufmann Johann Gerhard Oncken hatte sich zunächst auf einer Englandreise in einer methodistischen Gemeinde bekehrt. Nach Deutschland zurückgekehrt, kam er in Kontakt mit einem amerikanischen baptistischen Theologen, der die Gläubigentaufe an ihm und sechs weiteren Männer und Frauen vollzog. Oncken gründete am 23. April 1834 mit ihnen die erste Baptistengemeinde in Hamburg. Sie wurde zur Keimzelle der meisten kontinentaleuropäischen Baptistenbünde. Viele Baptistengemeinden in Ost- und Südosteuropa entstanden zunächst in der deutschsprachigen Bevölkerung und erreichten erst allmählich die jeweils einheimische Bevölkerung.
1942 schlossen sich in Deutschland Baptisten-, Brüder- und Elim-Gemeinden zum Bund Evangelisch-Freikirchlicher Gemeinden (BEFG) zusammen, in dem die Baptisten die Mehrheit bilden, zumal nach 1945 viele Brüdergemeinden und auch die meisten Elim-Gemeinden den Bund verließen. Der Unterschied zwischen beiden Richtungen besteht noch, und die meisten BEFG-Gemeinden machen durch Namenszusatz deutlich, ob sie Baptisten- oder Brüdergemeinden sind.

## Verbreitung

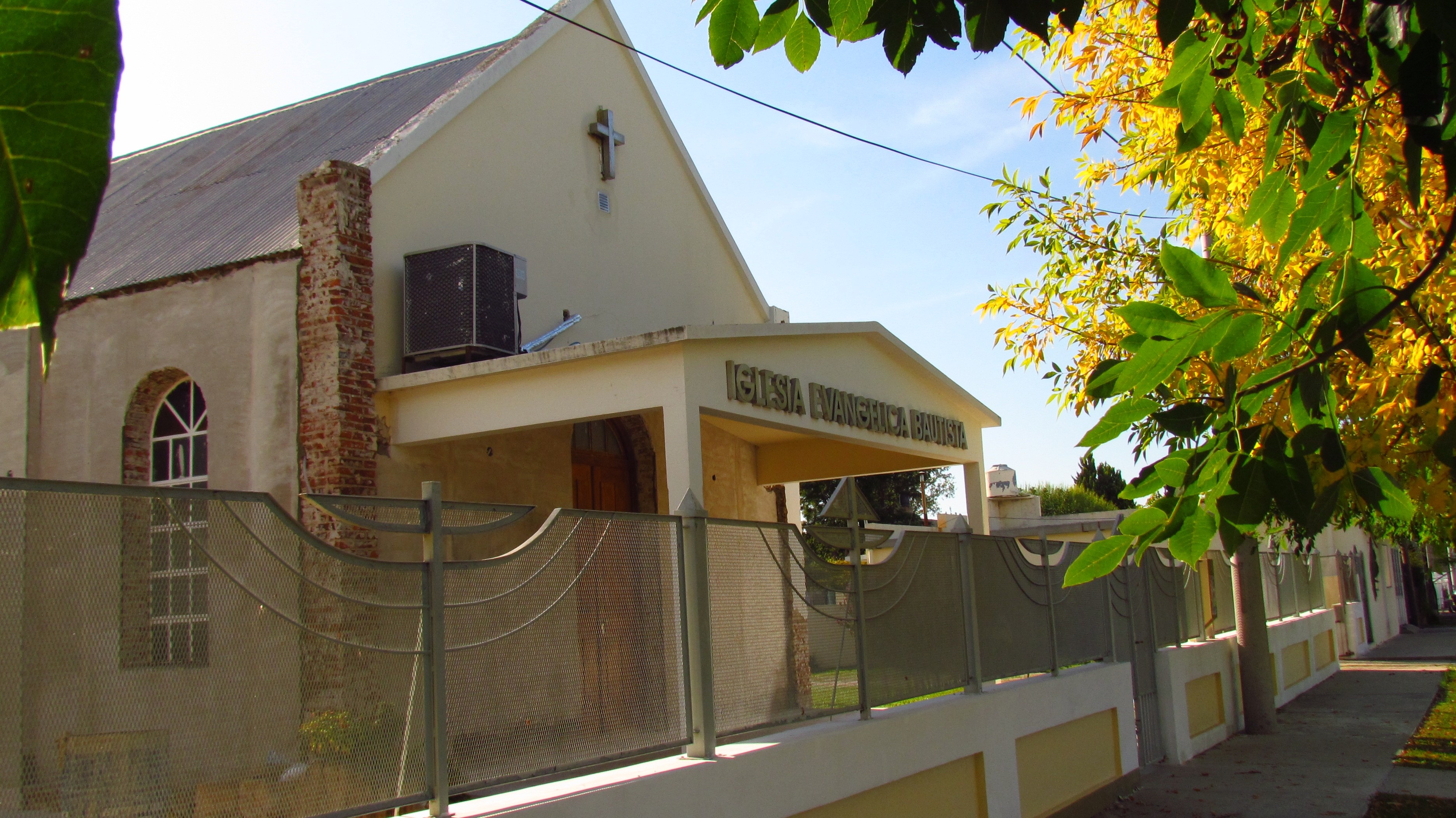
Baptistenkirche in Viale (Entre Ríos), Argentinien

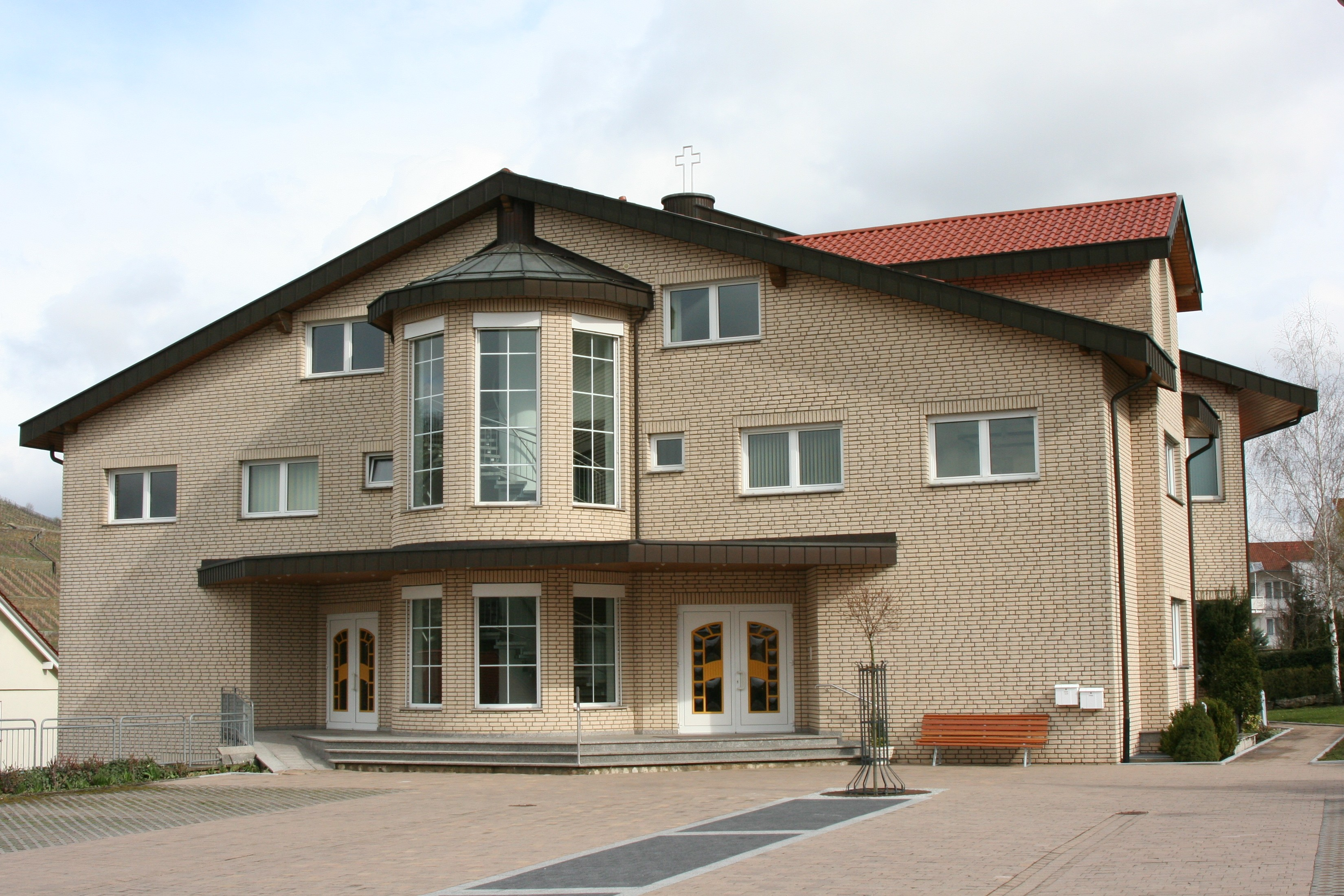
Bethaus (statt Kirche) einer Evangeliumschristen-Baptisten Brüdergemeinde in Weinsberg (Baden-Württemberg)

In rund 160 Ländern der Welt existieren Baptistengemeinden mit ca. 47 Millionen getauften Mitgliedern. Konfessionsstatistiken rechnen Kinder und Freunde, die am Leben der Gemeinde teilnehmen hinzu, um die Zahlen mit denen von Volkskirchen, die in der Regel die Säuglingstaufe praktizieren, vergleichbar zu machen. Danach sind zirka 100 Millionen Menschen in Baptistengemeinden geistlich beheimatet.

### Allgemeiner Überblick
Die meisten nationalen Baptistenunionen gehören zum Weltbund der Baptisten (Baptist World Alliance / BWA). Bedeutsame Ausnahmen sind hier unter anderem der seit 2004 ausgetretene US-amerikanische Bund der südlichen Baptisten (Southern Baptist Convention) mit rund 11 Millionen getauften Mitgliedern und die Rückwanderergemeinden der russlanddeutschen Baptisten mit zirka 350.000 Mitgliedern. Die Zahl der Baptisten hat sich seit 1905 versiebenfacht. Die stärksten baptistischen Gruppen befinden sich in den USA, den Ländern der ehemaligen UdSSR sowie in Brasilien, Nigeria, Burma und in Indien. Der offizielle Name der deutschen Baptisten lautet seit 1941 Bund Evangelisch-Freikirchlicher Gemeinden in Deutschland (BEFG). Dieser Gemeindebund bildet nach eigenen Angaben mit gut 82.000 getauften Mitgliedern (ohne Kinder und Freunde) in 814 Gemeinden (ohne Zweiggemeinden) die größte Freikirche in Deutschland.
Nicht einberechnet sind in diesen und folgenden Zahlenangaben die vom Weltbund unabhängigen Baptistenbünde sowie die Freien Baptistengemeinden. Im deutschsprachigen Raum sind das unter anderem die Evangeliumschristen-Baptisten, die zum Bund Taufgesinnter Gemeinden gehörenden Baptisten, die durch ein lockeres Gemeindenetzwerk verbundenen Freien Baptisten und die calvinistisch geprägten Reformierten Baptisten. Genaue Zahlen lassen sich für diese Gemeinden nicht ermitteln. Der Religionswissenschaftliche Material- und Informationsdienst beziffert die Mitgliederstärke aller freien Baptisten in Deutschland mit der vagen Angabe „75000 bis 100000“ (2005). Die Anzahl der Gemeinden liegt nach dieser Quelle bei 300.

### Statistischer Vergleich 1894, 1958 und 2004
| Weltregion                              | Mitglieder 1894               | Mitglieder 1958 | Mitglieder 2004        | Ortsgemeinden 2004 |
| --------------------------------------- | ----------------------------- | --------------- | ---------------------- | ------------------ |
| Afrika                                  | 6.392                         | 279.241         | 6.126.307              | 25.389             |
| Asien / Australien                      | 131.947                       | 769.875         | 4.718.530              | 25.937             |
| Europa                                  | 450.429                       | 1.142.127       | 793.507                | 12.973             |
| Mittelamerika und Karibik               | 45.173                        | 104.829         | 465.538                | 4.188              |
| Nordamerika                             | 3.989.876                     | 19.804.632      | 17.901.569             | 61.817             |

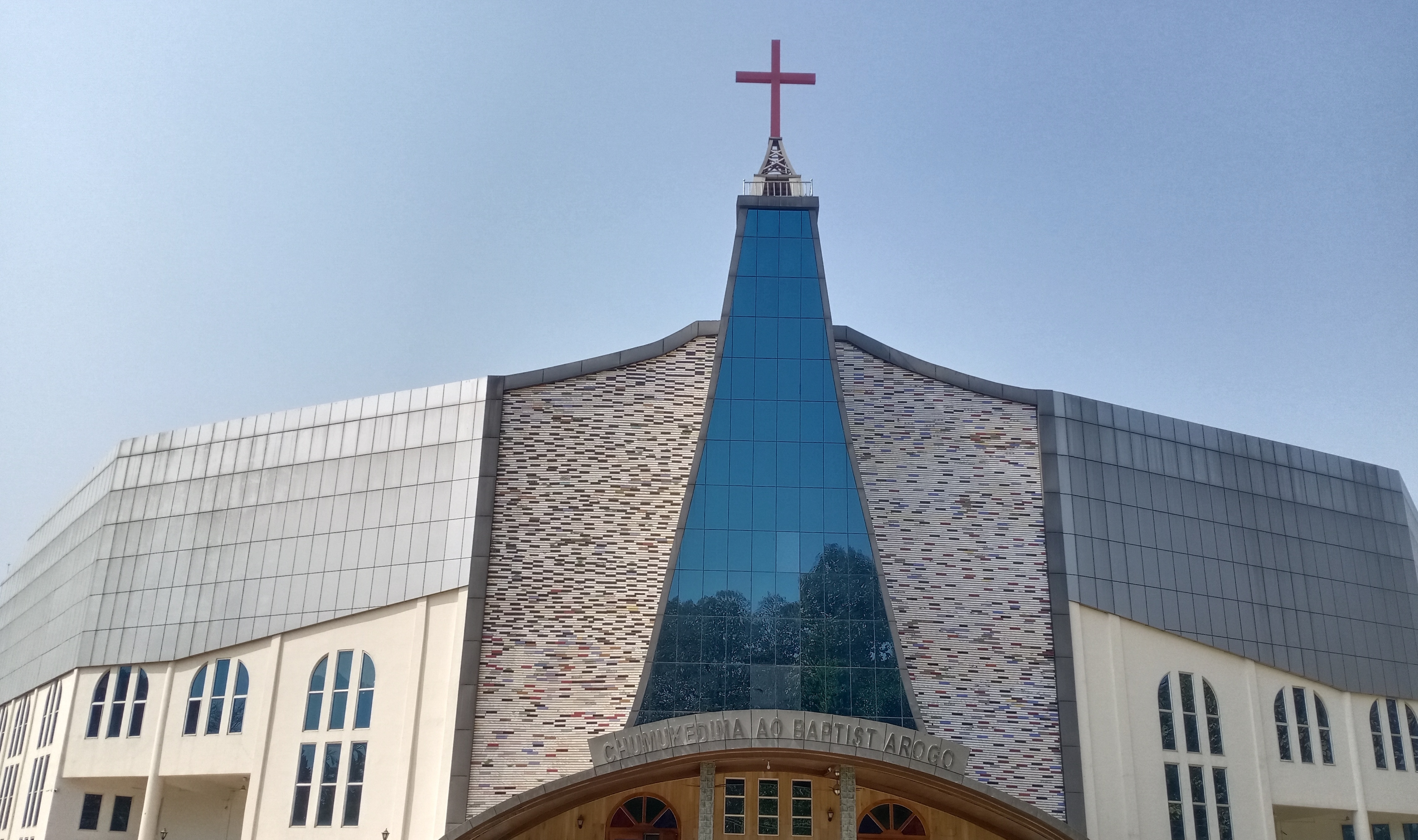
Gebäude der Chumukedima Ao Baptist Church in Chumukedima, Kohima, angeschlossen an den Rat der Baptistenkirchen von Nagaland (Indien)

| Southern Baptist Convention (SBC) (USA) | (unter Nordamerika enthalten) | 16.053.006      | –                      | –                  |
| Südamerika                              | 729                           | 146.988         | 1.447.745              | 10.126             |
| Total                                   | 4.624.546                     | 38.300.698      | 47.512.077 (incl. SBC) | 140.430            |

## Lehre

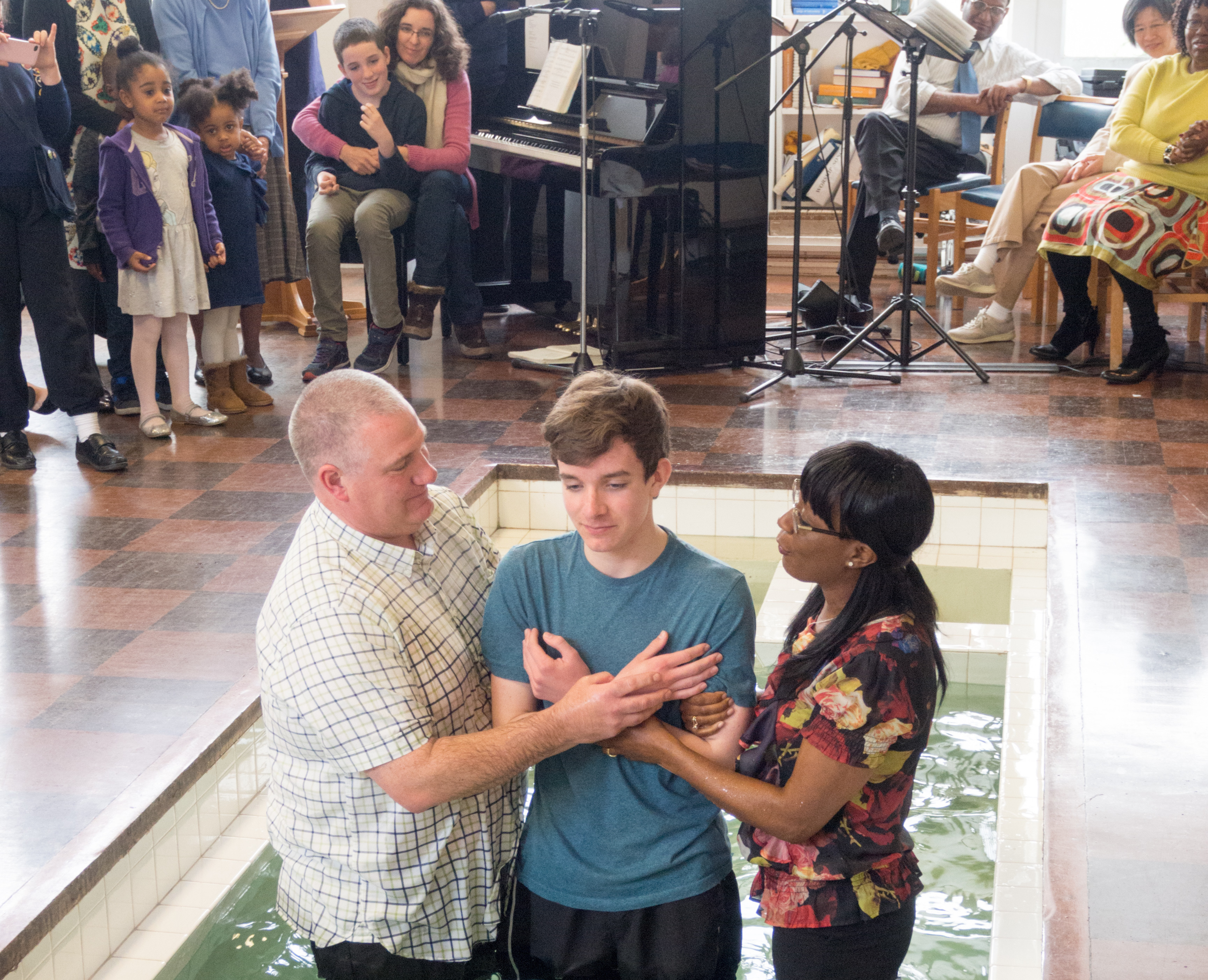
Gläubigentaufe in der Northolt Park Baptist Church, in Greater London, Baptistenunion von Großbritannien, 2015.

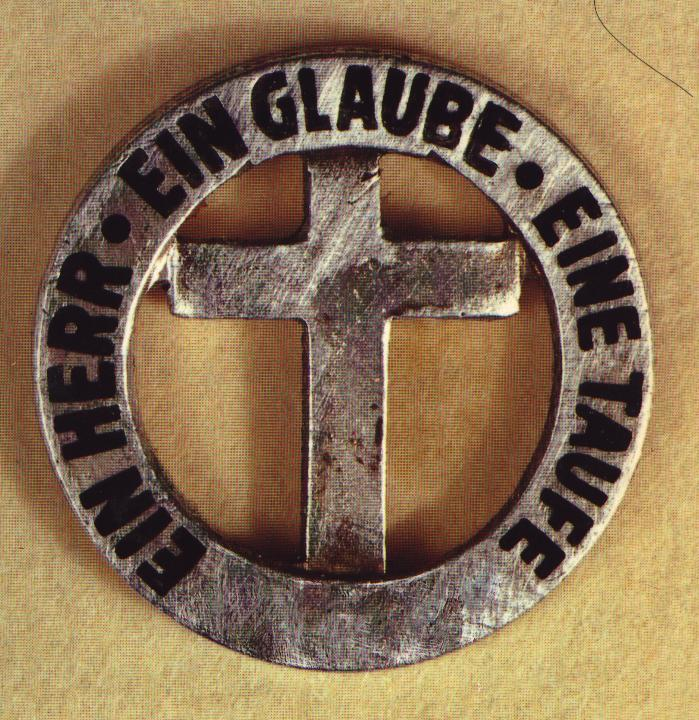
Anstecknadel deutscher Baptisten (um 1934)

Ein wesentliches Merkmal der Baptisten ist nach wie vor ihre Taufpraxis. Nach baptistischem Verständnis setzt eine im biblischen Sinne gültige Taufe das persönliche Glaubensbekenntnis des Taufbewerbers voraus. Eine Säuglingstaufe wird deshalb abgelehnt. Dem Begriff Erwachsenentaufe begegnen Baptisten kritisch, da nach ihrer Auffassung der Glaube nicht an Altersgrenzen festgemacht werden kann. Sie bezeichnen ihre Taufpraxis lieber als Gläubigentaufe. In der Rechenschaft vom Glauben, einem baptistischen Bekenntnis im deutschsprachigen Raum, heißt es unter der Überschrift Glaube und Taufe:

„Jesus Christus hat seine Gemeinde beauftragt, die an ihn Glaubenden zu taufen. Die Taufe bezeugt die Umkehr des Menschen zu Gott. Deshalb sind nur solche Menschen zu taufen, die aufgrund ihres Glaubens die Taufe für sich selbst begehren. Die Taufe auf das Bekenntnis des Glaubens hin wird nur einmal empfangen. Nach der im Neuen Testament bezeugten Praxis wird der Täufling in Wasser untergetaucht. Die Taufe geschieht auf den Namen des Vaters und des Sohnes und des Heiligen Geistes: Der Täufling wird so der Herrschaft Gottes unterstellt.“

Ein weltweit einheitliches baptistisches Glaubensbekenntnis existiert zwar nicht, große Übereinstimmung herrscht aber bei folgenden Prinzipien:
- Für Lehre, Glauben und Leben ist die Bibel alleinige Richtschnur und wird als vollkommenes Wort Gottes gesehen.
- Die Gemeinde Jesu ist eine Schöpfung des Wortes Gottes. Die Verkündigung weckt, stärkt und korrigiert den Glauben des einzelnen Menschen und verlangt nach dessen Antwort. Die Verkündigung des Evangeliums ist die Voraussetzung dafür, dass ein Mensch zum Glauben kommt. Wer zum Glauben an Jesus Christus gekommen ist, wird eingeladen, sich aufgrund seines persönlichen Bekenntnisses taufen zu lassen.
- Nicht die Taufe, sondern der persönliche Glaube an Jesus Christus als Herrn und Erlöser ist heilsentscheidend.
- Die örtliche Gemeinde der Gläubigen „verwaltet“ das Wort und die von Jesus Christus eingesetzten Zeichen Taufe und Abendmahl. Sie delegiert diese Aufgabe an einzelne Gemeindemitglieder.
- Grundsatz ist das Priestertum aller Gläubigen. Alle Handlungen, auch Taufe, Abendmahl und Predigt, können grundsätzlich von jedem Gemeindemitglied vollzogen werden.
- Das Abendmahl wird vorwiegend als Gedächtnismahl verstanden.
- Baptisten sehen in der Evangelisation die vordringlichste Aufgabe sowohl des einzelnen Gemeindemitglieds („Jeder Baptist ein Missionar!“ (Johann Gerhard Oncken)) als auch der Gemeinde und ihrer regionalen und nationalen Zusammenschlüsse.
- Baptisten treten weltweit für Glaubens- und Gewissensfreiheit des Menschen ein. Staat und Kirche sind zu trennen. Keine Religion darf vom Staat bevorzugt behandelt werden.[29]

Die Theologie der Baptisten ist in vielen Kirchen evangelikal. Einflüsse des Calvinismus (Bundestheologie), der Erweckungsbewegung, des Puritanismus (im angloamerikanischen Raum) und des Pietismus (im deutschsprachigen Bereich) sind deutlich wahrnehmbar, häufig auch Ideen des Dispensationalismus. Zwischen einzelnen Baptistenbünden sowie lokalen Gemeinden kann es allerdings große Unterschiede geben.

## Gottesdienst und Praxis

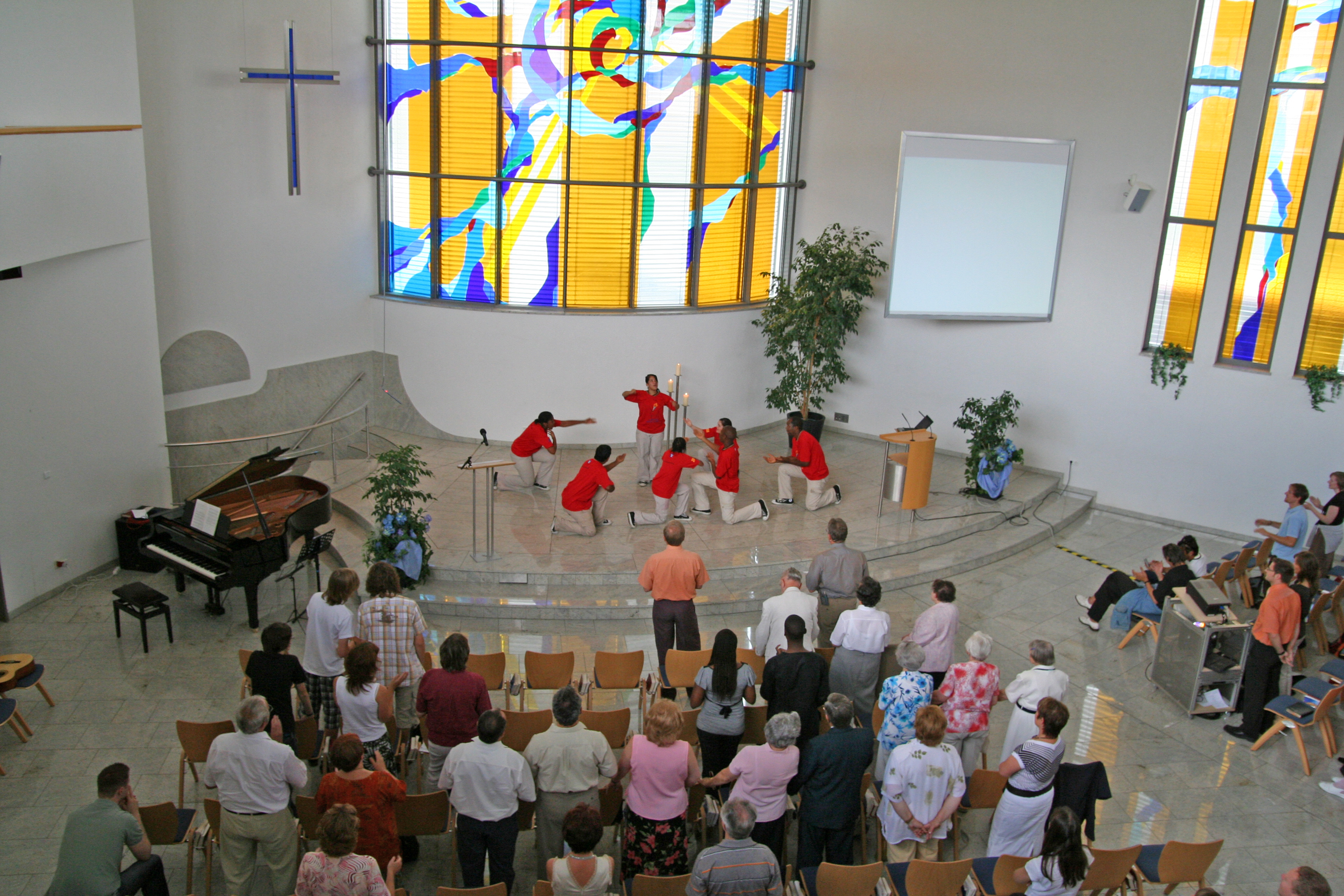
Aufnahme aus einem Gottesdienst in einer Nürnberger Baptistengemeinde.

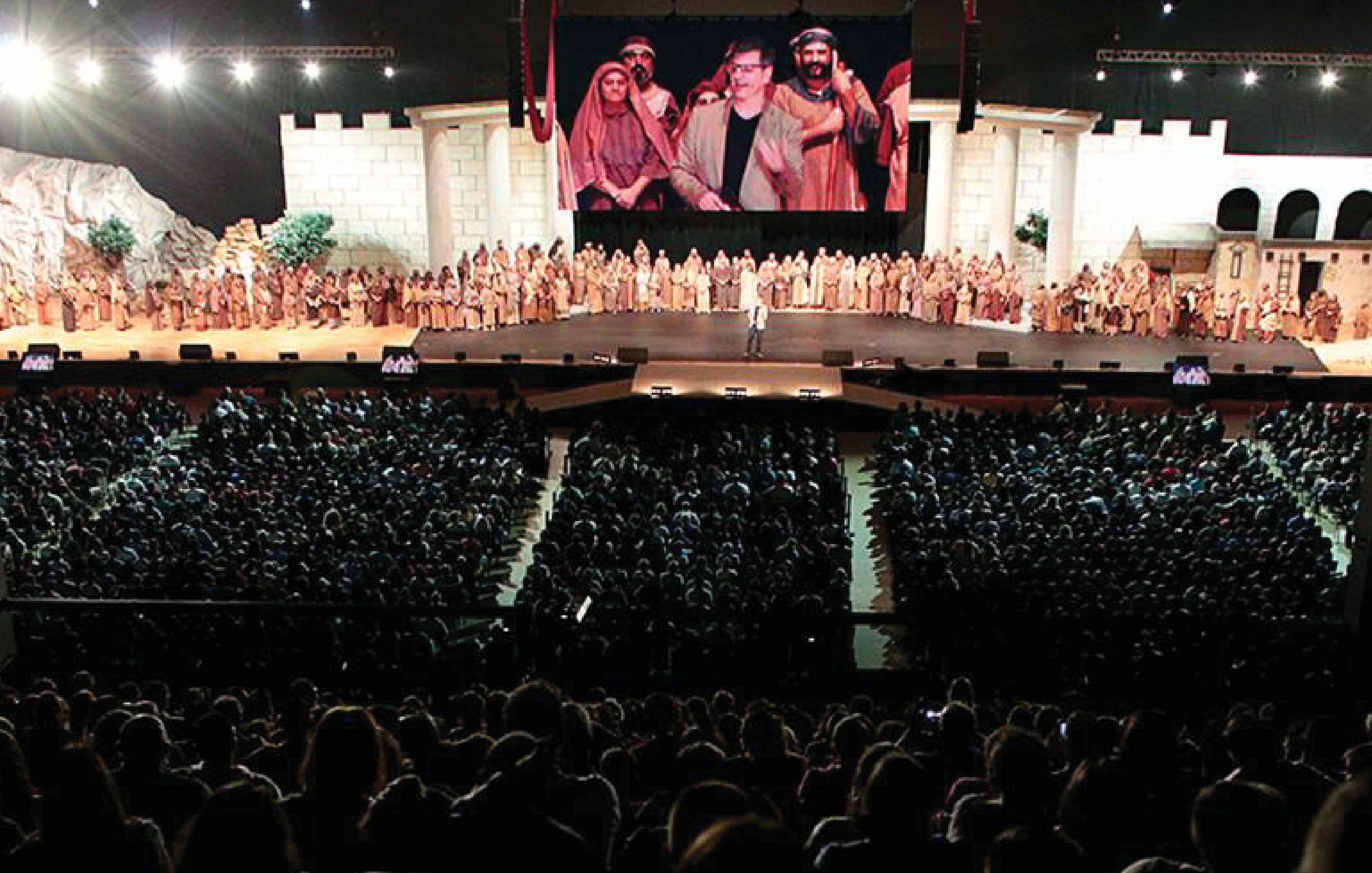
Show über das Leben von Jesus in der Igreja da Cidade, die der Brasilianischen Baptistenkonvention angeschlossen ist, in São José dos Campos, Brasilien, 2017.

Die Gestaltung der Gottesdienste unterliegt keiner bestimmten Liturgie, wird also von jeder Gemeinde individuell gehandhabt. Die Verkündigung des Wortes Gottes steht aber klar im Vordergrund. Meistens teilt sich der Gottesdienst in einen Einleitungsteil, der von Gemeindemitgliedern oder -gruppen gestaltet wird, und einen Predigtteil. Die Predigt kann auch von nicht-ordinierten Mitarbeitern (meistens Ehrenamtliche) gehalten werden. Zur Musik im Gottesdienst gehört ein gemeinsamer Gesang der Gemeinde oder ein Chor. Einige Gemeinden sind charismatisch ausgerichtet. Ein wichtiges Element ist das offene Gebet der Gemeinde, bei dem jeder Gottesdienstbesucher die Möglichkeit hat, laut mitzubeten. Vereinzelt wird dabei das Zungengebet praktiziert. Für Kinder wird parallel zum Gottesdienst die Sonntagsschule angeboten.
Die Taufe geschieht durch vollständiges Untertauchen. Für die Taufe gibt es in den meisten Baptistenkirchen ein Baptisterium (Taufbecken). Viele Baptistengemeinden taufen auch gerne in freien Gewässern. Im Allgemeinen kann man nur als gläubig Getaufter Mitglied einer Baptistengemeinde werden. Die Taufe muss jedoch nicht in einer Baptistengemeinde vollzogen worden sein.
Das Abendmahl betont die Gemeinschaft der Gläubigen untereinander und mit Jesus Christus. Eingeladen sind alle, die sich mit Gott und Menschen durch Jesus Christus versöhnt wissen. Es gilt die biblische Mahnung: „Darum prüfe sich ein jeder selbst und esse so von diesem Brot und trinke aus diesem Kelch!“ (1. Kor 11). Meist werden Teller mit gebrochenem Brot sowie Kelche mit Wein durch die Reihen gereicht. Häufig wird dabei aus Rücksicht auf Suchtkranke Traubensaft statt Wein gereicht. Auch andere Abendmahlsformen werden praktiziert.
Baptisten kommt es nicht so sehr auf die äußere Form des Gottesdienstes an als vielmehr auf die intensive Gemeinschaft mit den anderen Gemeindemitgliedern und Jesus. Deshalb wird in vielen Gemeinden anschließend Kirchenkaffee oder sogar ein gemeinsames Mittagessen angeboten.
Gäste sind – abgesehen von den Gemeindeversammlungen, wo über alle wichtigen Fragen des Gemeindelebens entschieden wird – zu allen Veranstaltungen willkommen.
Als Orte der persönlichen Begegnung gibt es Hauskreise. Diese bestehen aus etwa 8–10 Personen und treffen sich regelmäßig (meist wöchentlich oder 14-täglich). Wichtig dabei sind persönliche Anteilnahme an den anderen Mitgliedern und gemeinsames Wachsen im Glauben. Hier kommt auch das „Priestertum aller Gläubigen“ stark zum Ausdruck.

## Organisation

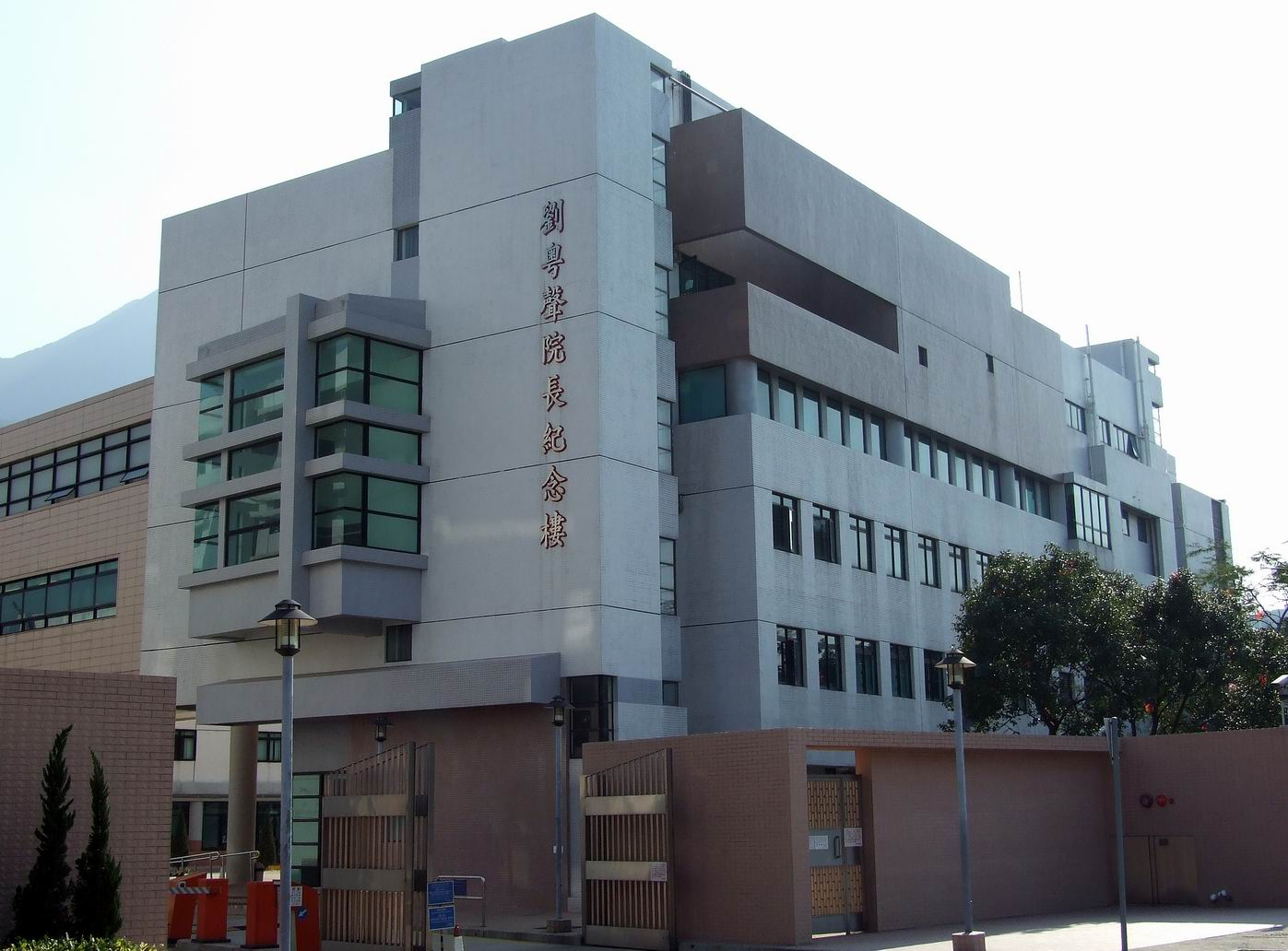
Hong Kong Baptist Theological Seminary, angeschlossen an den Hongkonger Baptistenbund

Die Baptistenkirchen sind kongregationalistisch organisiert, das heißt die einzelnen Gemeinden sind in wesentlichen Fragen selbständig. Auf regionaler, nationaler und internationaler Ebene schließen sich Baptisten zu Arbeitsgemeinschaften, Vereinigungen und Bünden zusammen. Die lokale Gemeinde spielt jedoch im Selbstverständnis der Baptisten die entscheidende Rolle. Manchmal existieren in einer Stadt mehrere Baptistengemeinden, die aus geschichtlichen, ethnischen, theologischen oder praktischen Gründen zu unterschiedlichen nationalen oder internationalen Zusammenschlüssen gehören. Es ist durchaus möglich, dass – zum Beispiel im Rahmen der Evangelischen Allianz – eine örtliche Baptistenkirche zu konfessionell anders geprägten Gemeinden intensivere Kontakte unterhält als zu den anderen Ortsgemeinden baptistischen Bekenntnisses.
Die einzelnen Gemeinden finanzieren sich ausschließlich durch freiwillige Spenden und Mitgliederbeiträge. In Deutschland gehören die meisten Baptistengemeinden zum Bund Evangelisch-Freikirchlicher Gemeinden. Russlanddeutsche Rückwanderer haben seit den 1970er Jahren eigene nationale Bünde gegründet. Dazu gehören die Vereinigung der Evangeliumschristen-Baptisten, die „Bruderschaft der Evangeliumschristen-Baptisten“, die „Bruderschaft der Christengemeinden in Deutschland“ und mit Einschränkung auch der Bund Taufgesinnter Gemeinden. Allein diese vier Gemeindeverbände verfügten 2004 über rund 42.000 Mitglieder und waren bundesweit in 249 Gemeinden organisiert. Die Baptisten in Österreich und in der Schweiz sind ebenfalls in nationalen Gemeindebünden organisiert: Der 1953 gegründete Bund der Baptistengemeinden in Österreich und der Bund der Baptisten in der Schweiz. Mit anderen baptistischen Unionen Europas und des Nahen Ostens gehören sie zur Europäisch-Baptistischen Föderation, einer Untergliederung des Baptistischen Weltbundes.

## Religions- und Gewissensfreiheit

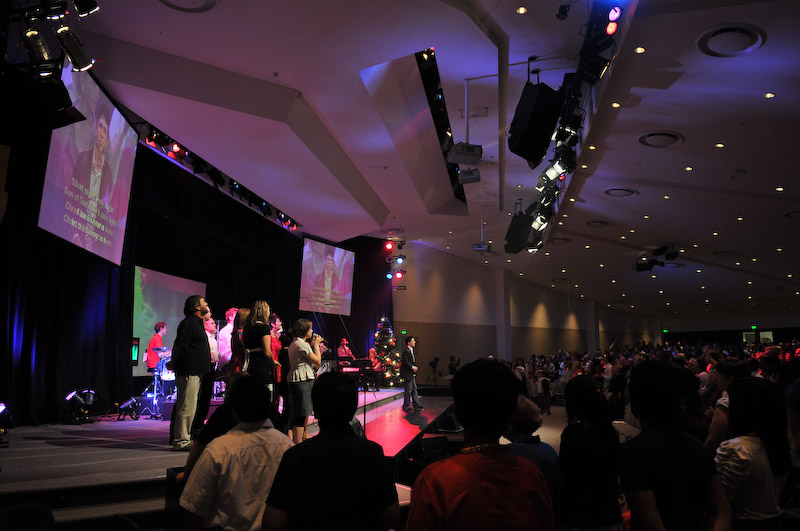
Gottesdienst in der Crossway Baptist Church in Melbourne, angeschlossen an den australischen Baptistenbund

Baptisten waren von Anfang an engagierte Vertreter der Religionsfreiheit.
Das erste baptistische Glaubensbekenntnis von 1610 erklärt, dass Jesus Christus „das Amt der weltlichen Regierung nicht mit den Ämtern seiner Kirche verbunden hat“. 1639 wurde in der von Baptisten besiedelten Kolonie Rhode Island – als erstem Land der Welt – völlige Religionsfreiheit garantiert. Neben den Quäkern setzten sich Baptisten dann später (1777) für die Aufnahme der Religionsfreiheit in die Verfassung der Vereinigten Staaten ein. In Deutschland vertrat Julius Köbner mit seinem Manifest des freien Urchristentums ähnliche Überzeugungen.

## Ökumene
Der Weltbund der Baptisten unterhält viele Kontakte zu anderen Kirchen, darunter Freikirchen, und internationalen Organisationen und ist auch in die Ökumenische Bewegung eingebunden. „Jesus Christus baut seine Gemeinde in verschiedenen Kirchen und Gemeinschaften“, heißt es in einer Bekenntnisschrift des BEFG. Er engagiert sich in der Deutschen Evangelischen Allianz und gehört zu den Gründungsmitgliedern der Arbeitsgemeinschaft Christlicher Kirchen in Deutschland. Er ist auch Mitglied der Vereinigung Evangelischer Freikirchen.
In Österreich bilden die Baptisten gemeinsam mit dem Bund Evangelikaler Gemeinden, der Mennoniten, der Freien Christengemeinde (Pfingstgemeinde), und den Elaia Christengemeinden eine staatliche anerkannte Kirche. Die gemeinsame Kirche heißt seit 2013 „Freikirchen in Österreich“.
In Italien gehören die Baptisten mit Lutheranern, Waldensern, Methodisten, der Heilsarmee und anderen zur Federazione delle chiese evangeliche in Italia.
In Schweden verabschiedeten Baptistenunion, Methodistenkirche und die reformierte Missionskirche im November 2007 eine „Absichtserklärung“, bis 2012 „eine neue gemeinsame Kirche zu bilden“. Die Kirche, die 2011 gegründet wurde, heißt seit 2013 Equmeniakyrkan.